# 森 (富山市)
森（もり）は、富山県富山市の町名である。大字森と森1丁目 - 5丁目からなる。

## 概要
神通川下流東方の平地に位置する。地名の由来はこの一帯は大きな林で特に繁茂する所を開拓して出来たと伝えられている。近世は新川郡広田郷・加賀藩所属で、1889年以降は上新川郡大広田村の大字となり、1940年9月1日より現在の富山市の所属となった。

## 施設
大字森
- 敷島製パン富山営業所

森1丁目
- 北の森公民館

森2丁目
- 森公園

森3丁目
- ショッピングタウン北の森 - 1985年11月26日にクローバー興産によりオープンした商業施設。開業当初のテナントは衣料のウイング、食品のみつづか、ホームセンターのオスカー（現・DCMカーマ）など27店舗[5]。現在のキーテナントはバロー、ワッツ、ゲオ、中田図書販売、V・drugなど[6]。
- クスリのアオキ岩瀬店

森4丁目
- 富山北郵便局
- しまむら北の森店

森5丁目
- 富山県岩瀬スポーツ公園

## 交通
- 国道415号